# París-Roubaix 1959
La 57.ª edición de la carrera ciclista París-Roubaix tuvo lugar el 12 de abril de 1959 y fue ganada por el belga Noël Foré.

## Clasificación final
| Posición | Ciclista         | Equipo            | Tiempo     |
| -------- | ---------------- | ----------------- | ---------- |
| 1        | Noël Foré        | Groene Leeuw      | 6h 08' 20" |
| 2        | Gilbert Desmet   | Faema             | m. t.      |
| 3        | Marcel Janssens  | Flandria-Dr. Mann | m. t.      |
| 4        | Rik van Looy     | Faema             | + 57"      |
| 5        | Tino Sabbadini   | Mercier           | m. t.      |
| 6        | Alfred de Bruyne | Peugeot-BP-Dunlop | m. t.      |
| 7        | Frans de Mulder  | Groene Leeuw      | m. t.      |
| 8        | Leon van Daele   | Flandria-Dr. Mann | + 1' 04"   |
| 9        | Frans Aerenhouts | Mercier           | m. t.      |
| 10       | Raymond Impanis  | Elve-Peugeot      | m. t.      |